# Move (álbum de Third Day)
Move é o décimo álbum de estúdio da banda Third Day, lançado a 19 de outubro de 2010.

## Faixas
1. "Lift Up Your Face" - 4:33
2. "Make Your Move" - 3:49
3. "Children of God" - 4:34
4. "Surrender" - 4:52
5. "Trust in Jesus" - 4:33
6. "Follow Me There" - 3:32
7. "Gone" - 3:31
8. "What Have You Got To Lose?" - 3:30
9. "Everywhere You Go" - 4:12
10. "I'll Be Your Miracle" - 4:28
11. "Sound Of Your Voice" - 4:01
12. "Don't Give Up Hope" - 4:10

Faixas bónus iTunes Deluxe Edition
1. "Come On Down" (faixa bónus) - 3:30
2. "Lift Up Your Face" (Moak Mix) - 4:24
3. "Lift Up Your Face" (Vídeo) - 4:10
4. "Lift Up Your Face" - Behind The Scenes (Vídeo) - 4:32
5. "Making of Move" (Vídeo) - 5:19